# Joseph Albert Sullivan
Joseph Albert Taylor Sullivan (ur. 8 stycznia 1901 w Scarborough w Toronto, zm. 30 września 1988 tamże) – kanadyjski hokeista, polityk, chirurg, lekarz, złoty medalista zimowych igrzysk olimpijskich w Sankt Moritz.
W latach trzydziestych zrobił specjalizację z otorynolaryngologii. Podczas II wojny światowej służył w Royal Canadian Air Force. Po wojnie został profesorem na uniwersytecie w Toronto. Jednym z jego pacjentów był premier John Diefenbaker. W 1957 roku został wybrany do Senatu z ramienia Partii Konserwatywnej. Był również rycerzem członkiem Zakonu Rycerskiego Grobu Bożego w Jerozolimie i kawalerem Wielkiego Orderu Świętego Grzegorza.
Jego brat Frank również był hokeistą, mistrzem olimpijskim z 1928.